# Serquigny
Serquigny è un comune francese di 2 153 abitanti situato nel dipartimento dell'Eure nella regione della Normandia.
Nel territorio comunale il fiume Charentonne sfocia nella Risle.

## Società

### Evoluzione demografica
Abitanti censiti